# Garray
Garray es una localidad y también un municipio de la provincia de Soria, partido judicial de Soria, comunidad autónoma de Castilla y León, España. Pueblo de la comarca de Frentes.

## Geografía

Término municipal de Garray.

Forma parte de la Comarca de Soria y se sitúa a 8 kilómetros al norte de la capital soriana. Está atravesado por la carretera N-111 (entre los pK 231 y 235). Aunque se encuentra en las estribaciones del sistema Ibérico soriano, el relieve es predominantemente llano por encontrarse en el valle del río Duero. El río Duero entra en el término municipal por el noroeste, estando entonces embalsado en el embalse del Campillo de Buitrago, formando el límite con Soria por el sur. Al llegar al pueblo recibe las aguas del río Tera y realiza un giro hacia el sur para bordear las ruinas de Numancia y pasar al municipio de Soria. El pueblo se alza a 1015 metros sobre el nivel del mar, si bien, al noroeste se encuentran las elevaciones de la sierra Carcaña, que alcanza alturas superiores a los 1400 metros. Las ruinas de la ciudad de Numancia se alzan en el cerro de la Muela a 1077 metros. 
| Noroeste: Villar del Ala | Norte: Rebollar, Almarza | Noreste: Fuentelsaz de Soria, Fuentecantos |
| Oeste: El Royo           |                          | Este: Velilla de la Sierra                 |
| Suroeste: Soria          | Sur: Soria               | Sureste: Soria                             |

El municipio cuenta con varias pedanías: Tardesillas, Canredondo de la Sierra, Chavaler, Dombellas y Santervás de la Sierra.

### Medio ambiente
En su término e incluidos en la Red Natura 2000 figuran los siguientes lugares:
- Lugar de Interés Comunitario conocido como Riberas del Río Duero y afluentes, ocupando 163 hectáreas, el 2% de su término.[1]
- Lugar de Interés Comunitario conocido como Sierras de Urbión y Cebollera ocupando 53 hectáreas, el 1% de su término.[2]

## Historia

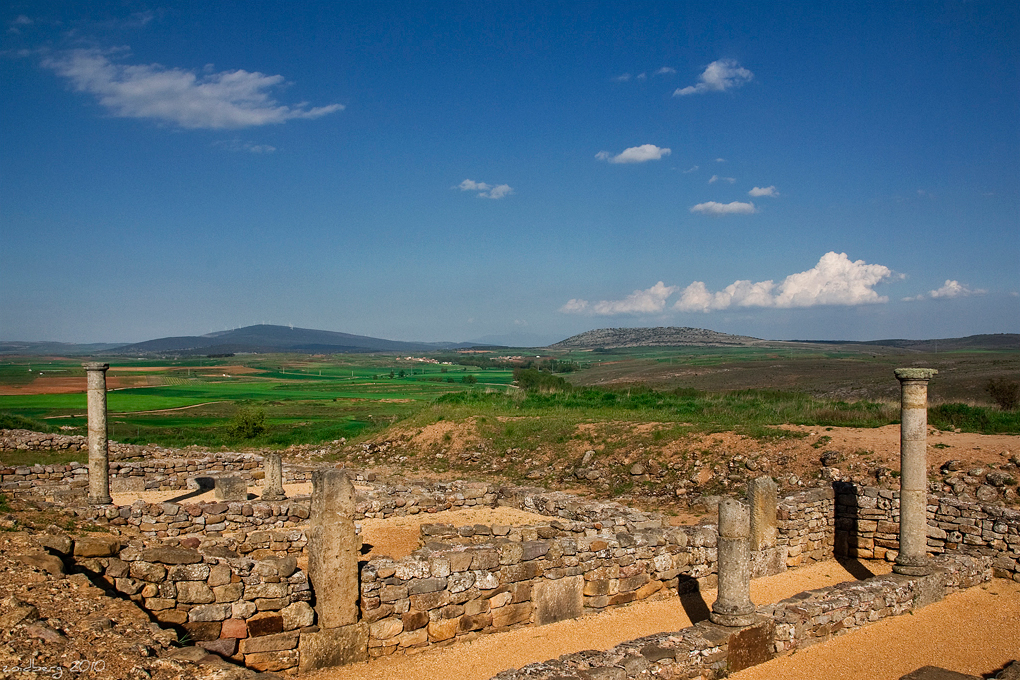
Ruinas de Numancia.

El topónimo puede proceder del idioma aquitano y se pordría relacionar con de la voz en euskera 'Garay / Garai ' (que significa entre otras cosas "lugar elevado"; de "garai" = elevado, alto) o Garri / Garre (nombre común con la acepción de "llama").
La ciudad celtíbera de Numancia estuvo situada sobre el cerro de la Muela, en el término municipal. 
La primera mención del nombre de Garray es en un documento fechado en 927. Otro documento de 1016 describe a Garray como "ciudad antigua y desierta", situándola como parte del reino de Pamplona en tiempos de Sancho III el Mayor. En 1076, el rey Alfonso VI de Castilla ordena al conde Alonso García Ordóñez repoblar Garray.
Lugar que durante la Edad Media perteneció a la Comunidad de Villa y Tierra de Soria formando parte del Sexmo de Tera.
El censo de Pecheros de 1528, en el que no se contaban eclesiásticos, hidalgos y nobles, registraba la existencia 20 pecheros, es decir unidades familiares que pagaban impuestos.
A la caída del Antiguo Régimen la localidad se constituye en municipio constitucional, conocido entonces como Garray y Garrejo en la región de Castilla la Vieja, partido de Soria, que en el censo de 1842 contaba con 56 hogares y 22 vecinos.
Durante la Guerra Civil, Garray quedó en el bando sublevado, y a los pocos días del inicio de la contienda pasaron por su término municipal las tropas navarras de García Escámez. A comienzos de 1937, se estableció un aeródromo en la localidad, desde la que operaron aparatos alemanes e italianos. El cerro de la Muela (donde se encuentra el yacimiento de Numancia) albergó a parte de las baterías antiaéreas y fuerzas terrestres que defendían el aeródromo.
En 1969 el municipio de Garray se fusionó con los de Tardesillas, Canredondo de la Sierra, Chavaler y Dombellas.

## Geografía humana

### Demografía
Cuenta con una población de 785 habitantes (INE 2024).
| Gráfica de evolución demográfica de Garray entre 1842 y 2021 |
| |
| Población de derecho según los censos de población del INE Población de hecho según los censos de población del INEEn este censo se denominaba Garray y Garrejo: 1842 Entre el censo de 1970 y el anterior, crece el término del municipio porque incorpora a 42530 (Canredondo de la Sierra), 42544 (Chavaler), 42545 (Dombellas) y 42610 (Tardesillas) |

### Demografía reciente del núcleo principal
Garray (localidad) contaba a 1 de enero de 2010 con una población de 413 habitantes, 223 hombres y 190 mujeres.
| Gráfica de evolución demográfica de Garray (localidad) entre 2000 y 2010                         |
|                                                                                                  |
| Población de derecho (2000-2010) según los censos de población del INE a 1 de enero de cada año. |

### Población por núcleos
| Núcleos                 | Habitantes (2000) | Habitantes (2010) |
| ----------------------- | ----------------- | ----------------- |
| Garray                  | 286               | 413               |
| Canredondo de la Sierra | 26                | 38                |
| Chavaler                | 32                | 44                |
| Dombellas               | 9                 | 26                |
| Santervás de la Sierra  | 19                | 25                |
| Tardesillas             | 59                | 62                |

### Economía
La economía se basa en la agricultura de secano y en la ganadería lanar, si bien es el sector turístico la mayor fuente de ingresos.

## Patrimonio

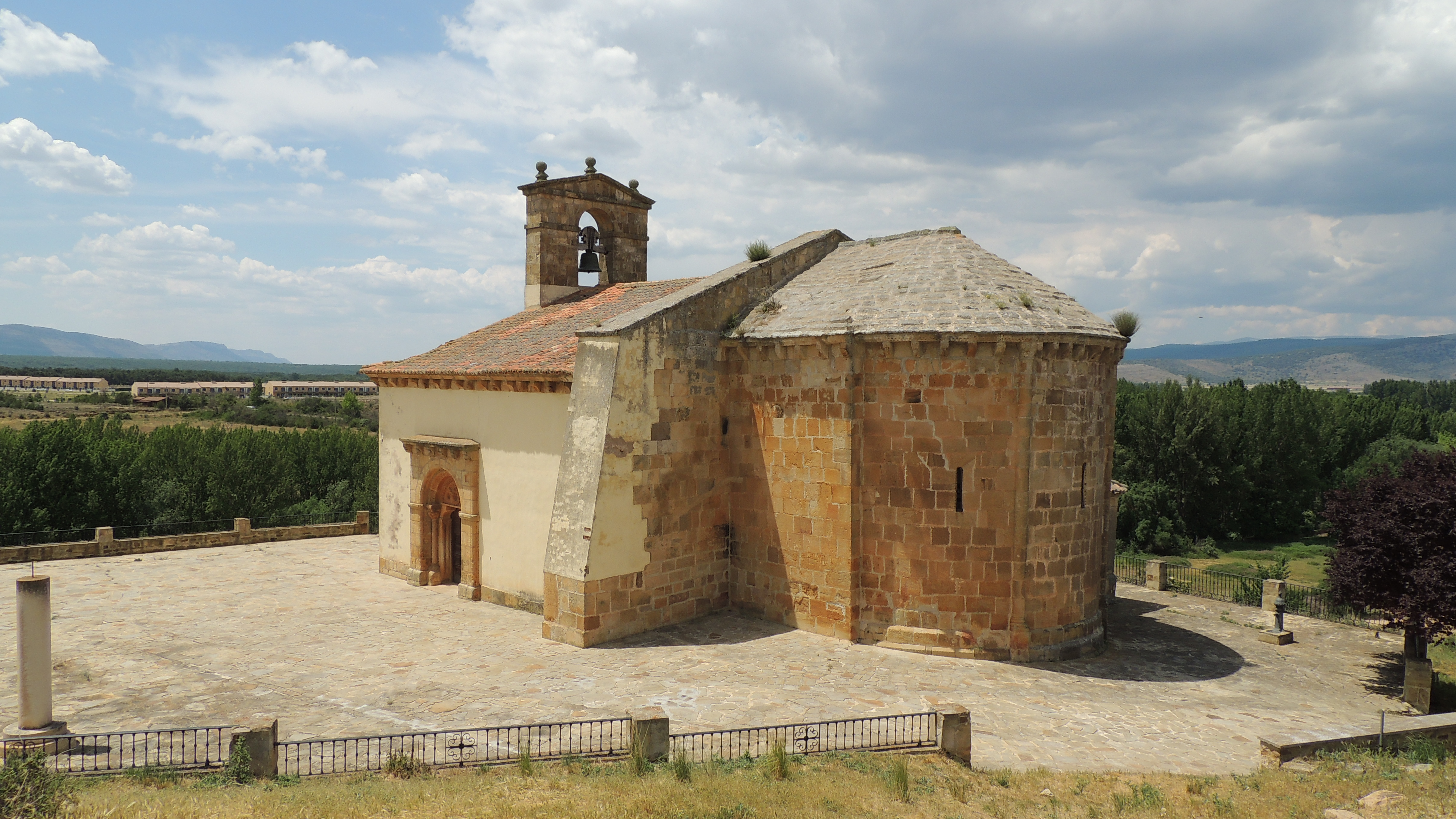
Ermita de los Mártires

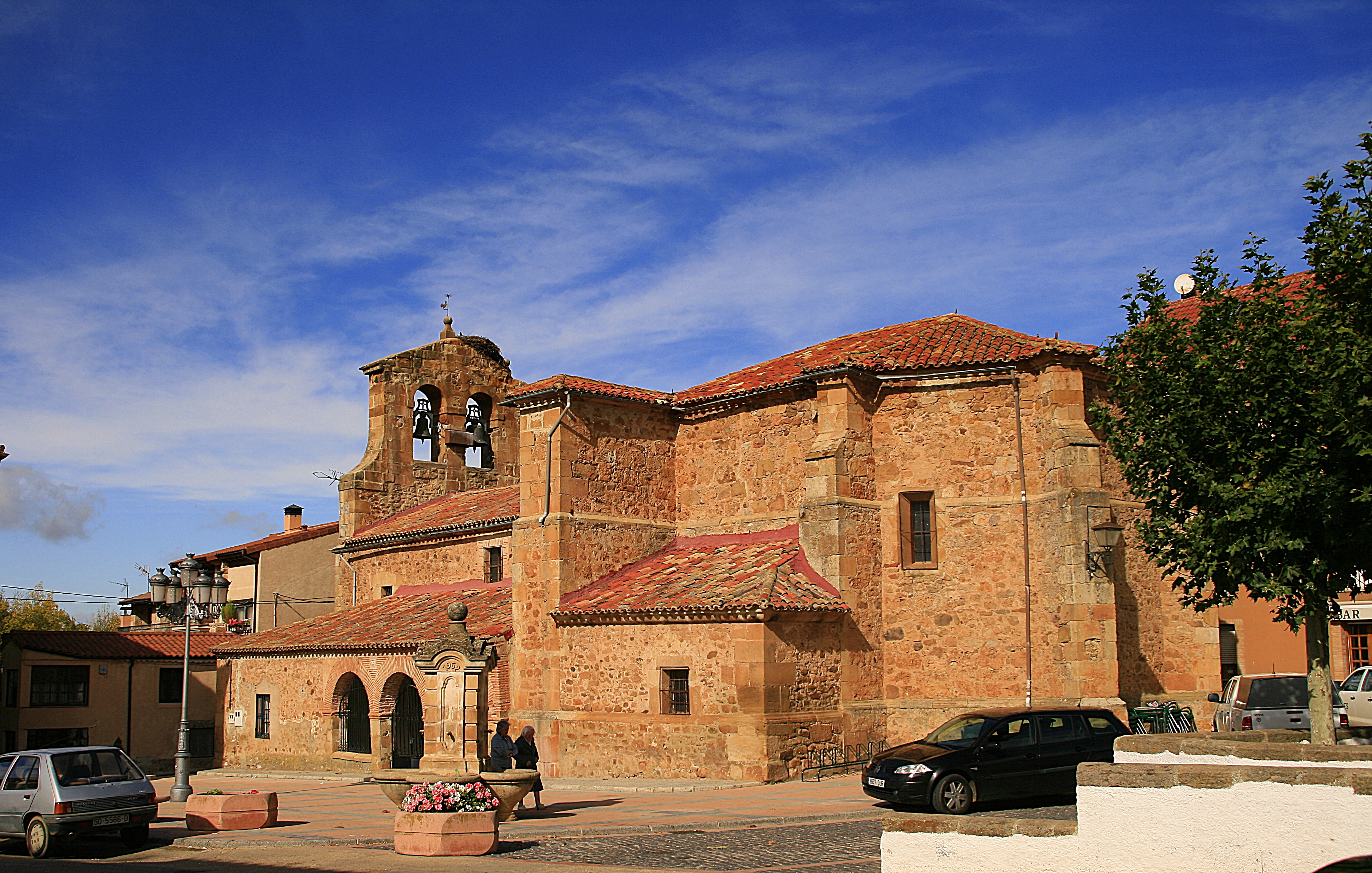
Iglesia de San Juan

- Ruinas de la antigua ciudad prerromana de Numancia: Declaradas Bien de Interés Cultural en la categoría de zona arqueológica desde el 25 de agosto de 1882. Se encuentra en un cerro próximo a la localidad.[12]
- Iglesia de San Juan: De arquitectura gótica.
- Ermita de San Antonio: En Garrejo.
- Ermita de los Mártires de Garray: Declarada Bien de Interés Cultural en la categoría de Monumento desde el 31 de mayo de 1944.[12] Iglesia románica del siglo XII.
- Puente sobre el Duero. Construido en el siglo XVI sobre otro anterior.

## Cultura

### Fiestas populares
- Santos Mártires de Garray, 12 de mayo.
- San Juan, 24 de junio.
- Fiestas de Verano, coincidiendo con el último fin de semana de julio.

### Recreaciones históricas
- Desde 1999 coincidiendo con inauguración del Aula Arqueológica sobre "El cerco romano de Numancia', se inició la representación escénica de los episodios de la Guerras Numantinas, con la participación como actores de los vecinos de Garray actualmente organizado por la Asociación Cultural Celtibérica “Tierraquemada”. La fecha de la representación se realiza el primer sábado de agosto.

### Eventos
- Numancia 2017 en la que se celebra el 2150 aniversario de la gesta numantina contra Roma.